# 181920films + filmography
181920films + filmography – zbiór teledysków japońskiej piosenkarki Namie Amuro. Został wydany 11 grudnia 2002 roku, w wersji DVD.

## Lista utworów
DVD
| Nr  | Tytuł                                     |
| --- | ----------------------------------------- |
| 1.  | "Body Feels EXIT (Music Video)"           |
| 2.  | "Chase the Chance (Music Video)"          |
| 3.  | "Don't wanna cry (Music Video)"           |
| 4.  | "You're my sunshine (Music Video)"        |
| 5.  | "a walk in the park (Music Video)"        |
| 6.  | "CAN YOU CELEBRATE? (Music Video)"        |
| 7.  | "How to be a Girl (Music Video)"          |
| 8.  | "Dreaming I was dreaming (Music Video)"   |
| 9.  | "I HAVE NEVER SEEN (Music Video)"         |
| 10. | "RESPECT the POWER OF LOVE (Music Video)" |
| 11. | "SOMETHING ’BOUT THE KISS (Music Video)"  |
| 12. | "LOVE 2000 (Music Video)"                 |
| 13. | "NEVER END (Music Video)"                 |
| 14. | "PLEASE SMILE AGAIN (Music Video)"        |
| 15. | "think of me (Music Video)"               |

Bonus
| Nr  | Tytuł                            |
| --- | -------------------------------- |
| 16. | "think of me - non edit version" |